# Southampton Football Club
Il Southampton Football Club, noto semplicemente come Southampton, è un club calcistico inglese di Southampton. Disputa le proprie partite casalinghe allo stadio St. Mary's, impianto da 32.505 posti a sedere.
Milita in Championship, seconda serie nazionale.
Fondato nel 1885, il club è conosciuto anche con il soprannome Saints (in italiano Santi) dal momento che fu costituito come compagine di una parrocchia, la St. Mary's Church of England Young Men's Association, ed è attualmente di proprietà della Sport Republic di Dragan Solak.
Il club vanta nel proprio palmarès la vittoria di una Coppa d'Inghilterra nella stagione 1975-1976.

## Storia

### Fondazione e primi anni (1895-1920)
Nel 2001 il trasferimento dallo stadio The Dell al nuovo Friends Provident St. Mary's Stadium fu come un ritorno spirituale per il Southampton Football Club.
I biancorossi hanno, infatti, le proprie radici nella St. Mary Church young men's association, nota con l'abbreviazione di St. Mary's Y.M.A., un'associazione di membri della parrocchia di St. Mary di Southampton, che fondò una propria squadra di calcio il 21 novembre 1885. A queste origini si deve il soprannome The Saints ("i santi"). La squadra giocò nei primi anni di esistenza al The Common, un gigantesco parco all'interno della città. Le partite di coppa si giocavano invece al County Cricket Ground di Northlands Road o all'Antelope Cricket Ground di St Mary's Road. Il club iniziò a essere noto come St. Mary's Young Men's Association F.C., che divenne St. Mary's F.C. nel 1887-88, prima di adottare il nome Southampton St. Mary's quando il club aderì alla Southern League nel 1894, con il nome di Southampton St. Mary's.
L'ingresso nella Southern League coincise con l'inizio di una nuova fase per i Saints, che misero sotto contratto nuovi calciatori professionisti, tra cui Charles Baker, Alf Littlehales e Lachie Thomson dallo Stoke City e Fred Hollands dal Millwall. Dopo la vittoria del campionato di Southern League nel 1896-1897, il sodalizio fu rinominato Southampton Football Club. Il club vinse il campionato di Southern League per tre anni consecutivi tra il 1897 e il 1899 e ancora nel 1901, 1903 e 1904.
Questi successi portarono alcuni cambiamenti ai Saints, come il trasferimento, nel 1898, ad un nuovo stadio situato nel nord-ovest della città, il The Dell, costato 10.000 sterline e destinato a essere la casa della principale squadra di Southampton per 103 anni.
I buoni presagi iniziali si realizzarono rapidamente e la squadra raggiunse nel 1900 la prima delle sue quattro finali di FA Cup, perdendo per 4-0 contro il Bury, per poi subire tre anni dopo la stessa sorte per mano dello Sheffield United, vittorioso, dopo l'1-1 iniziale, per 2-1 nella ripetizione, che segnò il secondo titolo in questa competizione per i Blades. Il doppio insuccesso avrebbe indotto nel club di Southampton una sete di grandi occasioni che non sarebbe stata più soddisfatta per i successivi sette decenni.

### Militanza nella Football League (1920-1966)
Dopo la Grande guerra, durante la quale molti club furono distrutti dalla chiamata alle armi, i Saints si unirono alla appena formata Football League Third Division, che poi si divise in due sezioni, Sud e Nord, nel 1921. La stagione 1920-1921 terminò in trionfo, con la promozione che segnò l'inizio di una permanenza in Seconda Divisione durata per ben 31 anni.
Nella stagione 1922-1923 la squadra ottenne 14 vittorie, 14 pareggi e 14 sconfitte, un bilancio perfettamente equilibrato, e un totale di 42 punti, con una media di un punto a partita. L'equilibrio fu anche nella differenza reti, pari a zero (stesso numero di gol fatti e subiti), con la squadra che finì il campionato a metà classifica. Nel 1925 e nel 1927 il Southampton raggiunse la semifinale di FA Cup, perdendo rispettivamente per 2-0 e per 2-1 contro Sheffield United e Arsenal.
Durante la seconda guerra mondiale i Saints furono costretti a giocare i loro match casalinghi sul campo dei rivali del Portsmouth, Fratton Park, per via di un ordigno esploso nel novembre 1940 sul terreno del The Dell, che aveva lasciato un cratere di quasi sei metri e danneggiato un canale sotterraneo, causando l'allagamento del campo.
La promozione fu sfiorata nel 1947-1948, quando la squadra si piazzò terza (ad un solo punto dalla zona promozione), e nel 1949, anno in cui i Saints sciuparono un vantaggio di 8 punti a 8 giornate dalla fine, mentre nel 1950 fu la differenza reti di un soffio sfavorevole a negare la promozione al Southampton, a vantaggio dello Sheffield United. Charlie Wayman fu autore di ben 56 gol in due stagioni, il 1948-1949 e il 1949-1950. La retrocessione nel 1953 riportò il Southampton in Terza Divisione (Sud).
Bisognò attendere il 1960 per rivedere i Saints in Second Division, con Derek Reeves autore di 39 dei 106 gol segnati dalla squadra in campionato. Il 27 aprile 1963 una folla di 68.000 spettatori assistette, al Villa Park di Birmingham, alla vittoria del Manchester Utd contro il Southampton nella semifinale di FA Cup.

### Esordio in First Division e vittoria in coppa (1966-1977)
Il sogno della Prima Divisione al The Dell fu raggiunto per la prima volta nel 1966, quando la squadra allenata da Ted Bates fu promossa come seconda classificata. Fu un risultato indimenticabile per il Southampton, autore di 85 reti, di cui 30 opera di Martin Chivers.
Nella seguente stagione Ron Davies segnò 43 gol e i Saints rimasero nell'élite del calcio inglese per otto anni, raggiungendo il settimo posto nel 1968-1969 e nel 1970-1971. Questi due piazzamenti valsero alla squadra la qualificazione alle competizioni europee, segnatamente la  Coppa delle Fiere del 1969-1970 (eliminazione al terzo turno contro il Newcastle Utd) e del 1970-1971. Il Southampton partecipò anche alla Coppa UEFA nel 1971-1972, dove l'eliminazione giunse al primo turno per mano dell'Athletic Bilbao. Nel dicembre 1973 Bates si dimise e fu sostituito dal suo vice Lawrie McMenemy. La stagione fu tuttavia negativa e nel 1973-1974 i Saints divennero la prima vittima del nuovo sistema che prevedeva tre retrocessioni.
La gestione di McMenemy proseguì con la ricostruzione in Second Division, iniziata con l'acquisto di calciatori quali Peter Osgood, Jim McCallio, Jim Steele e Peter Rodrigues (nominato capitano). La squadra raggiunse la finale di FA Cup nel 1975-1976, quando affrontò il Manchester United a Wembley, e tra la sorpresa generale batté i più quotati Red Devils con il risultato di 1-0 (gol di Bobby Stokes). L'anno dopo i Saints giocarono la Coppa delle Coppe, dove furono tuttavia eliminati al terzo turno dall'Anderlecht.

### Ritorno e permanenza in First Division (1977-1992)
Nel 1977-1978 la squadra, capitanata da Alan Ball, si piazzò seconda in Second Division dietro al Bolton e tornò dunque in First Division, dove ottenne una tranquilla salvezza da neopromossa, grazie al 14º posto finale. La squadra continuò a consolidarsi e a ottenere qualche soddisfazione, come la finale di League Cup l'anno dopo, quando a Wembley fu sconfitta per 3-2 dal Nottingham Forest.
Nel 1980 la compagine di McMenemy concluse l'acquisto più importante della sua storia, ingaggiando Kevin Keegan, due volte vincitore del prestigioso Pallone d'oro. Anche se il fuoriclasse vestì il biancorosso solo per due stagioni, i Saints divennero una squadra di livello, con il capitano Alan Ball, il prolifico goleador Ted MacDougall (che detiene ancora oggi il primato di gol in una singola partita di FA Cup, 9, segnati con la maglia del Bournemouth contro il Margate in una partita vinta per 11-0), il suo partner d'attacco al Bournemouth e al Norwich City Phil Boyer, la bandiera Mick Channon e Charlie George. Nel 1980-1981 i Saints realizzarono 76 gol in campionato, finendo al sesto posto. Nella stagione seguente Kevin Keegan fu tra i protagonisti di un'annata memorabile, che vide i biancorossi guidare la classifica per oltre due mesi, prendendone la vetta il 30 gennaio 1982 e rimanendovi (esclusa una settimana) fino al 3 aprile. Il finale di stagione fu, tuttavia, deludente: con Keegan infortunato alla schiena, il Southampton ottenne solo due vittorie nelle ultime nove giornate e finì settimo. Ad aggiudicarsi il titolo fu l'ex squadra di Keegan, in Liverpool, incoronato campione all'ultima giornata. Keegan segnò 26 dei 72 gol del Southampton, prima di essere ceduto al Newcastle Utd.
Nelle stagioni seguenti la squadra continuò a crescere sotto la guida di McMenemy. Con un organico comprendente il portiere della nazionale inglese Peter Shilton, Nick Holmes, David Armstrong, l'attaccante Steve Moran e la rapida ala Danny Wallace sfiorò nel 1983-1984 il titolo di campione d'Inghilterra, arrivando seconda, oltre a raggiungere la semifinale di FA Cup, persa per 1-0 contro l'Everton ad Highbury. McMenemy aggiunse poi l'esperto centrocampista Jimmy Case alla propria rosa. Il secondo posto raggiunto in campionato in questa stagione, fu il migliore di sempre nella storia del club.
La squadra non poté però partecipare l'anno dopo alla Coppa UEFA, perché esclusa dall'UEFA assieme a tutte le squadre inglesi dalle competizioni europee a seguito della strage dell'Heysel.
Lawrie McMenemy lasciò alla fine della stagione 1984-1985 e venne sostituito da Chris Nicholl, che fu licenziato dopo sei anni allo scopo di preservare la posizione in massima serie. Egli fu rimpiazzato dall'ex giocatore Ian Branfoot, che era stato fino alla fine della stagione 1990-1991 vice di Steve Coppell al Crystal Palace.
In questi anni il giocatore simbolo del Southampton era già il centravanti di Guernsey Matthew Le Tissier, il giocatore più amato dai tifosi dei Saints dagli anni '90. Votato giovane dell'anno della Premier League nel 1990, fu uno degli elementi più rappresentativi del club e ottenne anche otto presenze nella nazionale inglese, per poi ritirarsi dall'attività agonistica nel 2002, all'età di 33 anni.
Un altro giovane di talento che impreziosì la rosa del Southampton fu Alan Shearer, che nell'aprile 1988, all'età di 17 anni, segnò una tripletta contro l'Arsenal in una partita di campionato, divenendo, a 17 anni e 8 mesi, il più giovane calciatore del campionato inglese a siglare una tripletta, record detenuto per più di 30 anni da Jimmy Greaves. Divenuto titolare nel 1990, rimase al Southampton fino al luglio 1992, quando fu venduto al Blackburn Rovers per oltre 3 milioni di sterline, cifra record per l'epoca. La sua cessione al Newcastle Utd per 15 milioni di sterline, nel 1996, lo rese il calciatore più costoso del mondo per l'epoca. Shearer, tra i bomber inglesi più prolifici di ogni epoca, vanta anche 30 gol con la nazionale inglese.

### Tredicennio in Premier League (1992-2005)
Nella stagione 1992-1993 il Southampton fu uno dei membri fondatori della Premier League, ma le successive dieci stagioni lo videro veleggiare in posizioni di bassa classifica, coinvolto nella lotta per non retrocedere.
Nel 1995-1996 la squadra si piazzò al 17º posto con 38 punti, evitando la retrocessione solo per la differenza reti. Due importanti vittorie nelle ultime giornate di campionato assicurarono ai Saints la permanenza in massima serie, condannando invece il Manchester City. La prima fu un successo per 3-1 in casa contro il Manchester United, di lì a poco vincitore del double campionato-coppa, la seconda uno 0-1 esterno sul campo del retrocesso Bolton.
Nel 1996-1997 arrivò sulla panchina dei Saints l'allenatore Graeme Souness, ex stella del Liverpool, che nel mercato dell'ottobre 1996 volle in squadra stranieri quali Egil Østenstad ed Eyal Berkovic. Il momento più alto della stagione fu senza dubbio la vittoria per 6-3 contro il Manchester United al The Dell nell'ottobre 1996, con due doppiette ad opera dei suddetti due nuovi acquisti. Molto controverso fu invece l'acquisto del senegalese Ali Dia, che scese in campo in una sola occasione e si rivelò un autentico flop. Souness si dimise nel maggio 1997 dopo aver ottenuto la salvezza con il 16º posto. Lo sostituì Dave Jones, che aveva condotto lo Stockport County alla promozione in seconda serie (allora denominata Division One) e ad una storica semifinale di coppa di lega.
Nel 1998-1999, dopo aver trascorso larga parte della prima metà della stagione all'ultimo posto, la squadra ottenne un'insperata salvezza all'ultima giornata grazie a una serie di risultati positivi nelle ultime giornate, frutto del contributo decisivo del lettone Marians Pahars e della bandiera Le Tissier. Nel 1999 al Southampton fu dato il placet per la costruzione di un nuovo stadio da 32.000 posti nel quartiere St Mary, dato che il The Dell, pur ammodernato, non poteva contenere più di 16.000 posti.
Nel 1999-2000 Dave Jones, coinvolto in un caso di accuse per abusi su bambini poi rivelatesi infondate, lasciò il Southampton. Il suo posto fu preso da Glenn Hoddle, che aiutò il Southampton a salvarsi, ma verso la fine della stagione 2000-2001 ricevette un'offerta dal Tottenham, che accettò. Lo rimpiazzò Stuart Gray. La squadra si trasferì al St Mary's Stadium all'inizio della stagione 2001-2002 season. Alla fine della stagione 2000-2001, nell'ultimo match disputato al The Dell, Matthew Le Tissier, subentrato dalla panchina, segnò l'ultimo gol dello stadio con un pregevole tiro al volo, portando i suoi alla vittoria per 3-2 contro l'Arsenal. Nel 2001-2002 Gray fu esonerato dopo un brutto inizio di stagione e sostituito da Gordon Strachan, che portò i suoi all'11º posto.
Nel 2002-2003 la squadra ottenne l'ottavo posto e raggiunse la finale di FA Cup, persa contro l'Arsenal (1-0 al Millennium Stadium di Cardiff), grazie in gran parte a James Beattie, autore di 24 reti, di cui 23 in campionato. Strachan si dimise nel marzo 2004 e negli otto mesi successivi si avvicendarono sulla panchina dei Saints due allenatori, Paul Sturrock e Steve Wigley. L'8 dicembre 2004 il presidente Rupert Lowe rischiò le ire dei fan quando nominò allenatore Harry Redknapp, appena dimessosi dalla guida degli acerrimi nemici del Portsmouth. Il nuovo tecnico porto con sé alcuni nuovi acquisti, tra cui il figlio Jamie, per ottenere la salvezza, ma il 15 maggio 2005 il Southampton retrocesse dalla Premier League dopo essere stato sconfitto in casa per 1-2 dal Manchester United. La stagione, per il Southampton, terminò così in ultima posizione: si chiuse una militanza ininterrotta in massima serie durata 27 stagioni.

### Retrocessione in seconda divisione (2005-2012)
Nel novembre 2005, a stagione in seconda serie in corso, Redknapp si dimise e tornò al Portsmouth. Sulla panchina del Southampton gli subentrò George Burley, che non andò oltre la dodicesima posizione nel 2005-2006. Il presidente Rupert Lowe si dimise nel giugno 2006 e fu rimpiazzato da Michael Wilde, che era divenuto il maggiore azionista del club. Nel 2006-2007, annata che vide l'esordio del 17enne Gareth Bale, il Southampton ebbe possibilità di tornare in Premier League, ma dopo il sesto posto nella stagione regolare fu sconfitta nella semifinale dei play-off dal Derby. Positiva fu comunque la stagione dei nuovi acquisti, gli attaccanti polacchi Grzegorz Rasiak e Marek Saganowski, per i quali la dirigenza aveva investito ben 6 milioni di sterline.
La stagione 2007-2008 iniziò all'insegna dei problemi economici, dato che la mancata promozione aveva impedito l'ingresso di denaro fresco nelle casse del club. La squadra, dopo il cambio societario, si ritrovò in ventesima posizione. Nel febbraio 2008 Burley si dimise per assumere la guida della Scozia e fu rimpiazzato da Nigel Pearson, che, battendo in casa per 3-2 in rimonta lo Sheffield United, salvò la squadra dalla caduta in League One alla penultima giornata, condannando il Leicester City alla prima caduta in terza serie della sua storia dopo 124 anni.
La nuova società, ormai logorata dalla situazione economica, nominò allenatore l'olandese Jan Poortvliet e suo vice Mark Wotte. La stagione iniziò male e il 23 gennaio 2009, con la squadra al penultimo posto, Poortvliet pose fine alla propria gestione dimettendosi. La dirigenza nominò così Wotte suo sostituto.
La squadra di Wotte non riuscì a risalire dalla zona retrocessione, altalenando tra il terzultimo ed il penultimo posto. Il 1º aprile 2009, con un comunicato stampa, la società che deteneva la maggioranza azionaria rese noto che, qualora non fossero arrivati nuovi fondi, la società sarebbe entrata in amministrazione controllata. Iniziò così un mese molto turbolento per la società, che dopo trenta giorni si ritrovò in amministrazione controllata.
La Football League decise così di sanzionare il Southampton. Se la squadra, nelle successive partite, non avesse centrato l'obiettivo della salvezza, le sarebbe stata applicata la penalizzazione di 10 punti; se fosse retrocessa, i 10 punti le sarebbero stati sottratti nella nuova stagione.
Il Southampton, perdendo per 2-0 contro il Nottingham Forest, fu condannato all'ultimo posto aritmetico e alla retrocessione. Pertanto nella stagione 2009-2010 sarebbe partita da ultima in classifica, con 10 punti di penalizzazione.
L'8 luglio 2009 fu formalizzata l’acquisizione del Southampton Football Club e di altri assets della Southampton LH da parte del miliardario svizzero Markus Liebherr. Il nuovo proprietario dei Saints proveniva dalla dinastia dei Liebherr, proprietari dell'omonimo gruppo, ricchissimi magnati del settore dell'ingegneria e delle costruzioni. Markus Liebherr era direttamente proprietario del Mali Group e la sua fortuna era stimata in circa 2,5 miliardi di sterline.
I Saints ritrovarono una grande sulla loro strada il 29 gennaio 2011: incontrarono in casa il Manchester United in un incontro valido per i sedicesimi di finale della FA Cup 2010-2011. Al termine della stagione regolare, con il bottino di 92 punti, si piazzarono secondi, a soli 3 punti dalla prima classificata, il Brighton & Hove, conseguendo la promozione alla Championship, la seconda serie inglese. La stagione 2011-2012 si rivelò esaltante: il 28 aprile 2012, al termine della gara contro il Coventry City disputata tra le mura domestiche e vinta per 4-0, il Southampton tornò nella massima divisione inglese dopo 7 anni.

### Decennio in Premier League (2012-2023)
Per la stagione 2012-2013 il Southampton allestisce una squadra per disputare un campionato tranquillo. Nel mercato compra giocatori di spessore come Gastón Ramírez dal Bologna per 15,2 milioni di euro, Artur Boruc a costo zero, Jay Rodriguez dal Burnley per 8,65 milioni di euro e Emmanuel Mayuka dallo Young Boys per 4 milioni di euro. Il girone di andata non è uno dei migliori. A metà girone viene esonerato l'allenatore Nigel Adkins, sostituito dall'argentino Mauricio Pochettino. Il girone di ritorno va molto meglio del girone d'andata e si conclude con discreto 15º posto.
Nella stagione 2013-2014, con la conferma di Pochettino sulla panchina dei Saints, l'obiettivo è la qualificazione alle coppe europee. Il mercato è ambizioso: i Saints acquistano l'attaccante italo-argentino Pablo Daniel Osvaldo per 15,1 milioni di euro più 2 di bonus dalla Roma, il centrocampista keniota Victor Wanyama per 14,5 milioni dal Celtic e il difensore croato Dejan Lovren per 10 milioni dal Lione. La stagione inizia nei migliori dei modi: in 7 partite i Saints totalizzano 14 punti e si issano al quarto posto, in piena zona Champions League con 4 vittorie, 2 pareggi e 1 sconfitta, 7 gol fatti e 2 subiti, risultando momentaneamente la seconda miglior difesa in Europa. Dopo quest'esaltante inizio, però, il Southampton non riesce a raggiungere l'obiettivo europeo e chiude il campionato in ottava posizione.
La stagione 2014-2015, sotto la guida di Ronald Koeman, si conclude al settimo posto, migliore piazzamento per i Saints nella Premier League (cioè dal 1992), che dà alla squadra la qualificazione all'Europa League. Nel 2015-2016, conclusa l'avventura europea per mano del Midtjylland nel play-off (dopo aver eliminato il Vitesse), la squadra biancorossa fa di meglio, chiudendo sesta e qualificandosi ancora all'Europa League, stavolta direttamente alla fase a gironi del torneo.
Nel 2016-2017 i Saints guidati da Claude Puel escono alla fase a gironi di Europa League e in campionato chiudono ottavi, ma in coppa di lega raggiungono la finale, che perdono per 3-2 contro il Manchester Utd di José Mourinho. Il successore del francese è l'argentino Mauricio Pellegrino. Alla metà della stagione 2017-2018 la dirigenza cede al Liverpool il difensore olandese Virgil van Dijk per ben 75 milioni di sterline, realizzando la cessione più redditizia nella storia del club. Nel marzo 2018 Pellegrino è esonerato, con la squadra un solo punto sopra la zona retrocessione. Lo rimpiazza Mark Hughes, che guida la squadra ad una salvezza ottenuta all'ultima giornata, grazie al 17º posto finale. Malgrado il tecnico gallese sigli un nuovo contratto con il club, nel dicembre 2018 è esonerato dopo un brutto inizio di stagione, con la squadra al 18º posto in Premier League. Lo rimpiazza l'austriaco Ralph Hasenhüttl, che riesce a salvare i biancorossi dalla retrocessione. Nella stagione 2019-2020 i Saints riescono a centrare la salvezza con largo anticipo, mentre nella seguente si ritrovano durante il girone d'andata a lottare per un posto nelle coppe europee, salvo mostrare poi un netto calo di rendimento durante il girone di ritorno, chiudendo solamente al 15º posto, ma arrivando in semifinale di FA Cup.
Nel gennaio 2022 la proprietà del club viene acquisita dal gruppo Sport Republic, controllato dal magnate serbo Dragan Solak.
La stagione 2022-2023 vede il Southampton coinvolto sin dalle prime giornate nella lotta per la salvezza. Alla terzultima giornata arriva l'ufficialità della retrocessione in Championship per i Saints, che tornano in seconda divisione dopo undici anni, a causa dell'ultimo posto in classifica.

### Ritorno in seconda divisione (2023-)
In Championship 23-24 il Southampton chiude quarto in classifica, ottenendo così un posto per il play-off, che la squadra riesce a vincere battendo in finale il Leeds, tornando così in Premier dopo un solo anno in seconda divisione. Purtroppo il ritorno in prima divisione si rivela fallimentare, con i Saints che retrocedono con 7 giornate di anticipo, stabilendo un record negativo nella storia della Premier League.

## Inno
L'inno del Southampton è When The Saints Go Marching, celebre canzone che, tra l'altro, richiama anche il soprannome del club cioè Saints.

## Uniformi
- Uniforme casalinga: Maglia biancorossa, pantaloni neri, calzettoni rossi con finiture bianche.[10]
- Uniforme da trasferta: Maglia gialla, pantaloni neri, calzettoni gialli.
- Uniforme alternativa: Maglia bianca, pantaloni bianchi e calzettoni neri.

## Stadio

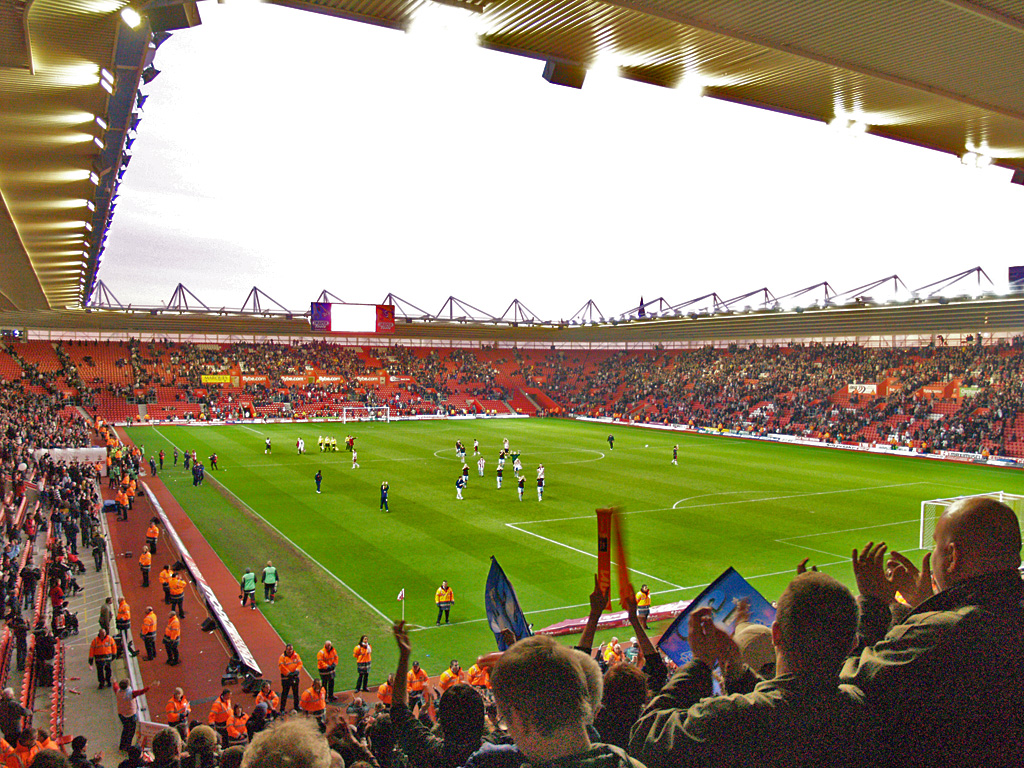
Veduta interna del St Mary's Stadium (2008)

Prima dell'attuale terreno di gioco il Southampton giocò le partite in casa al The Dell, a circa 2 chilometri dall'attuale impianto di gioco.
Il The Dell ospitò il Southampton dal 1898 al 2001,quando il consiglio comunale della città diede il permesso di utilizzare un'area abbandonata nel centro della città.
L'attuale impianto, il St. Mary's Stadium, ospita i Saints dal 2001, ha una capacità di 32 689 posti ed è uno dei pochi stadi in Europa a vantare 4 stelle secondo i criteri UEFA.

## Allenatori
- Cecil Knight (1894-1895)
- Charles Robson (1895-1897)
- Ernest Arnfield (1897-1911)
- George Swift (1911-1912)
- Ernest Arnfield (1912-1919)
- Jimmy McIntyre (1919-1924)
- Arthur Chadwick (1924-1931)
- George Kay (1931-1936)
- George Goss (1936-1937)
- Tom Parker (1937-1943)
- Arthur Dominy (1943-1946)
- Bill Dodgin Senior (1946-1949)
- Sid Cann (1949-1951)
- George Roughton (1952-1955)
- Ted Bates (1955-1973)
- Lawrie McMenemy (1973-1985)
- Chris Nicholl (1985-1991)
- Ian Branfoot (1991-1994)
- Alan Ball (1994-1995)
- Dave Merrington (1995-1996)
- Graeme Souness (1996-1997)
- Dave Jones (1997-2000)
- Glenn Hoddle (2000-2001)
- Stuart Gray (2001)
- Gordon Strachan (2001-2004)
- Paul Sturrock (2004)
- Steve Wigley (2004)
- Harry Redknapp (2004-2005)
- George Burley (2005-2008)
- Jan Poortvliet (2008-22/01/2009)
- Mark Wotte (2009)
- Alan Pardew (2009-2010)
- Nigel Adkins (2010-2013)
- Mauricio Pochettino (2013-2014)
- Ronald Koeman (2014-2016)
- Claude Puel (2016-2017)
- Mauricio Pellegrino (2017-2018)
- Mark Hughes (2018)
- Ralph Hasenhüttl (2018-2022)
- Ralph Hasenhüttl (2022-2023, 1ª-14ª giornata)
- Rubén Sellés (2022-2023, 15ª giornata ad interim)
- Nathan Jones (2022-2023, 16ª-23ª giornata)
- Rubén Sellés (2022-2023, 24ª-38ª giornata)
- Russell Martin (2023-2024, 2024-2025, 1ª-16ª giornata)
- Simon Rusk (2024-2025, 17ª giornata ad interim)
- Ivan Jurić (2024-2025, 18ª-31ª giornata)
- Simon Rusk (2024-2025, 32ª giornata-in carica)

## Calciatori
Campioni del Mondo
Di seguito l'elenco dei giocatori che hanno vinto il Campionato mondiale durante il periodo di militanza nel Southampton:
- Terry Paine (Inghilterra 1966)

Campioni d'Europa
Di seguito l'elenco dei giocatori che hanno vinto il Campionato europeo durante il periodo di militanza nel Southampton:
- José Fonte (Francia 2016)
- Cédric Soares (Francia 2016)

## Palmarès

### Competizioni nazionali
- Coppa d'Inghilterra: 1

1975-1976
- Third Division: 1

1959-1960
- Third Division South: 1

1921-1922
- Football League Trophy: 1

2009-2010
- Southern Football League: 6

1897, 1898, 1899, 1901, 1903, 1904

## Statistiche

### Partecipazione ai campionati
| Livello | Categoria                    | Partecipazioni | Debutto   | Ultima stagione | Totale |
| ------- | ---------------------------- | -------------- | --------- | --------------- | ------ |
| 1º      | Premier League               | 25             | 1992-1993 | 2024-2025       | 47     |
| 1º      | First Division               | 22             | 1966-1967 | 1991-1992       | 47     |
| 2º      | Second Division              | 34             | 1922-1923 | 1977-1978       | 41     |
| 2º      | Football League Championship | 7              | 2005-2006 | 2025-2026       | 41     |
| 3º      | Third Division               | 9              | 1920-1921 | 1959-1960       | 11     |
| 3º      | Football League One          | 2              | 2009-2010 | 2010-2011       | 11     |

### Partecipazioni alle coppe europee
| Competizione             | Partecipazioni | G  | V | N | P | GF | GS | DR |
| ------------------------ | -------------- | -- | - | - | - | -- | -- | -- |
| Coppa UEFA/Europa League | 4              | 14 | 5 | 4 | 5 | 15 | 11 | +4 |
| Coppa delle Coppe        | 1              | 6  | 4 | 0 | 2 | 16 | 8  | +8 |
| Coppa delle Fiere        | 1              | 6  | 2 | 3 | 1 | 11 | 6  | +5 |

### Statistiche di squadra
- Vittoria più larga in campionato:
  - 9-3 vs. Wolverhampton (18 settembre 1965)
- Sconfitta più larga in campionato:
  - 0-9 vs. Leicester City (25 ottobre 2019)

### Statistiche individuali
- Record di presenze: Terry Paine (809)
- Record di gol: Mick Channon (227)
- Maggior numero di gol in una stagione: Derek Reeves (44).
- Calciatore più giovane: Theo Walcott (16 anni e 143 giorni)

## Tifoseria
- I rivali storici del Southampton sono il Portsmouth, il derby è soprannominato "South coast derby". Southampton e Portsmouth sono i club di maggior successo della costa meridionale. Altre rivalità molto sentite sono contro il Bournemouth soprannominati "le ciliegie". anche il Brighton & Hove Albion soprannominati "i gabbiani" è vista come una rivale del Southampton.
- A livello internazionale si registra un’amicizia con i tifosi della Roma

## Organico

### Rosa 2025-2026
| N. |                        | Ruolo | Calciatore               |
| -- | ---------------------- | ----- | ------------------------ |
| 1  | Inghilterra (bandiera) | P     | Alex McCarthy            |
| 2  | Inghilterra (bandiera) | D     | Kyle Walker-Peters       |
| 3  | Irlanda (bandiera)     | D     | Ryan Manning             |
| 4  | Inghilterra (bandiera) | C     | Flynn Downes             |
| 5  | Inghilterra (bandiera) | D     | Jack Stephens (capitano) |
| 6  | Inghilterra (bandiera) | D     | Taylor Harwood-Bellis    |
| 7  | Nigeria (bandiera)     | C     | Joe Aribo                |
| 8  | Irlanda (bandiera)     | C     | Will Smallbone           |
| 9  | Inghilterra (bandiera) | A     | Adam Armstrong           |
| 10 | Inghilterra (bandiera) | C     | Adam Lallana             |
| 11 | Scozia (bandiera)      | A     | Ross Stewart             |
| 13 | Inghilterra (bandiera) | P     | Joe Lumley               |
| 14 | Inghilterra (bandiera) | D     | James Bree               |
| 15 | Inghilterra (bandiera) | D     | Nathan Wood-Gordon       |

| N. |                        | Ruolo | Calciatore          |
| -- | ---------------------- | ----- | ------------------- |
| 16 | Giappone (bandiera)    | D     | Yukinari Sugawara   |
| 18 | Portogallo (bandiera)  | C     | Mateus Fernandes    |
| 19 | Inghilterra (bandiera) | A     | Cameron Archer      |
| 20 | Ghana (bandiera)       | C     | Kamaldeen Sulemana  |
| 21 | Inghilterra (bandiera) | D     | Charlie Taylor      |
| 24 | Scozia (bandiera)      | C     | Ryan Fraser         |
| 26 | Francia (bandiera)     | C     | Lesley Ugochukwu    |
| 28 | Spagna (bandiera)      | D     | Juan Larios         |
| 31 | Irlanda (bandiera)     | P     | Gavin Bazunu        |
| 32 | Nigeria (bandiera)     | A     | Paul Onuachu        |
| 33 | Inghilterra (bandiera) | A     | Tyler Dibling       |
| 35 | Polonia (bandiera)     | D     | Jan Bednarek        |
| 37 | Germania (bandiera)    | D     | Armel Bella-Kotchap |

### Staff tecnico
- William Still - Allenatore
- Carl Martin - Vice allenatore
- Matt Gill - Vice allenatore
- Colin Calderwood - Vice allenatore
- Dean Thornton - Preparatore dei portieri
- Matthew Banks - Preparatore atletico